# 弗羅恩鎮區 (明尼蘇達州貝爾特拉米縣)
弗羅恩鎮區（英語：Frohn Township）是位於美國明尼蘇達州貝爾特拉米縣的一個行政鎮區。

## 地方資料
弗羅恩鎮區的面積為94.20平方千米，當中陸地面積為84.00平方千米，而水域面積為10.20平方千米。根據2020年美國人口普查的數據，當地共有人口1537人，而人口密度為每平方千米16.32人。